# 郝阿保
郝阿保（？—560年），又作都阿保，北齐北周之际山胡首领。延州（今陕西省延安市东南）人。
齐文宣帝天保十年（周明帝武成元年，559年），他和同族郝狼皮率领族人归附北齐，自称丞相，以郝狼皮为柱国。并和别部刘桑德互为影响。作为北齐牵制北周的力量。不久，为北周柱国豆卢宁所破。